# Deuxième épître de Jean
La Deuxième épître de Jean est un livre du Nouveau Testament.

## Auteur, lieu et date de production
L'auteur de cette épître et de la suivante ne donne pas son nom mais se nomme l'« Ancien » qui est à considérer comme une figure importante de l'école johannique et dont l'assimilation parfois propose à Jean le Presbytre relève de la conjecture. La lettre provient d'Asie Mineure, peut-être d'Éphèse, où elle a été rédigée vers 110.
La lettre est adressée à une église éloignée de la communauté chrétienne éphésienne dans le cadre de la crise qui traverse la communauté johannique dont témoigne la première épître johannique : l'auteur entend enjoindre à cette communauté de refuser les prédicateurs itinérants porteurs d'une lecture désincarnée de la tradition qu'il considère comme hérétique.
Eusèbe de Césarée, dans son Histoire ecclésiastique, III,24, doute que l'épître soit de la plume de l'évangéliste : 
« Pour ce qui est des écrits de Jean, en dehors de l'Évangile, la première de ses épîtres est aussi reconnue par nos contemporains et par les anciens comme hors de toute contestation ; les deux autres sont discutées. »

## Contexte historique de la deuxième épître de Jean
À l’époque où l'apôtre Jean a écrit son épître, la communication était très efficace dans l’Empire romain. Les gens communiquaient à l’aide de messagers équestres, ces derniers pouvant emprunter assez librement les routes de l’Empire Romain en raison de leur grande sûreté assurée par les légions romaines. John Stott, dans son commentaire sur les épîtres de Jean, explique :
L’établissement et la consolidation de l’Empire romain rendaient les voyages à travers le monde habité beaucoup plus faciles et sûrs que cela n’avait jamais été le cas auparavant. Ils étaient facilités par les grandes routes que bâtissaient les Romains et par la « Pax Romana » que maintenaient leurs légions, autant que par un langage compris par tous [John Stott, Les Épîtres de Jean, Vaux-sur-Seine, Edifac, 1998, p. 185].
Les chrétiens voyageaient aussi, pour diverses raisons : le commerce, la famille, le travail, la mission chrétienne, etc. Ils devaient par conséquent trouver de l’hébergement. Mais où aller? Le confort des hôtels modernes n’existait pas à ce temps-là. Dans les auberges antiques? Elles étaient souvent malpropres et tenues par des gens aux mœurs plutôt douteuses. En conséquence, il était normal que les chrétiens en déplacement reçoivent l’hospitalité des membres des Églises locales. Certaines traces dans le Nouveau Testament attestent nettement la pratique de cette coutume à l’époque de l’Église primitive (voir Actes 16.5; 17.7; Romains 16.23; Actes 21.8, 16).
Par contre, cette coutume de pratiquer l’hospitalité envers les chrétiens voyageurs entraînait des abus. Il y avait les charlatans, les faux prophètes et les faux docteurs, qui se présentaient comme des chrétiens et qui désiraient également obtenir l’hospitalité de la part des Églises locales. Or cette situation ne manquait pas de donner lieu à une question de nature pratique : devait-on aussi accorder l’hospitalité à de tels individus? Dans sa deuxième épître, Jean donne des instructions concernant ceux à qui l’Église doit interdire l’hospitalité. Les instructions de l’Ancien visent surtout la procédure à adopter vis-à-vis des faux prophètes et des faux docteurs.
Cette épître est la seule lettre du Nouveau Testament qui est écrite à une femme ; la "dame élue".